# Сикорский, Владимир Иосифович
Владимир Иосифович Сикорский (7 августа 1916, село Белополь Грицевского района, теперь Шепетовского района Хмельницкой области — ?, город Заставна Черновицкой области) — украинский советский деятель, председатель колхоза «Завет Ильича» Заставновского района Черновицкой области. Депутат Верховного Совета СССР 8-9-го созывов.

## Биография
Родился в крестьянской семье. Отец умер в 1929 году. В 1930 году вместе с матерью переехал в село Четырбоки Грицевского района. Учился в сельской школе.
С 1933 года работал в колхозе, а затем в районном пункте «Заготзерно».
С 1935 года — лаборант в городе Виннице, с 1937 года — лаборант Шепетовского пункта «Заготзерно», с 1938 года — заведующий лабораторией Деражнянского пункта «Заготзерно», директор Дунаевецкого пункта «Заготзерно» в Каменец-Подольской области.
Во время Великой Отечественной войны находился вместе с элеватором в эвакуации в Сталинградской области РСФСР.
Член ВКП(б) с 1946 года.
После возвращения в Каменец-Подольскую область, работал директором Дунаевецкого элеватора. В 1948—1951 годах — председатель правления промышленной артели села Солобковцы, председатель правления районного союза потребительской кооперации, директор Староконстантиновского пункта «Заготзерно» Каменец-Подольской области.
В сентябре 1951—1956 годах — директор Заставновского пункта «Заготзерно» Черновицкой области.
С 1956 года — председатель колхоза «Завет Ильича» села Юрковцы Заставнивского района Черновицкой области. Затем работал директором местного кирпичного завода.
Переехал в город Заставна, где и умер.

## Награды
- орден Ленина
- орден Октябрьской Революции
- орден Трудового Красного Знамени
- медали